# Acrotaeniostola quinaria
Acrotaeniostola quinaria är en tvåvingeart som först beskrevs av Daniel William Coquillett 1910.  Acrotaeniostola quinaria ingår i släktet Acrotaeniostola och familjen borrflugor. Inga underarter finns listade i Catalogue of Life.